# ロドスの中世都市
ロドスの中世都市（ロドスのちゅうせいとし）は、ギリシャの世界遺産の一つである。ロドス島の主都ロドスの旧市街には、かつて聖ヨハネ騎士団が築いた城塞都市の特質が良好に保存されており、中世ヨーロッパ都市の優れた例証として評価された。

## 歴史
ここでは、中世都市に関わる歴史のみを記述する。ロドス島の通史についてはロドス島#歴史を参照のこと。
聖ヨハネ騎士団は、1307年の聖堂騎士団の迫害後にイタリアを離れ、ロドス島を占領し、本拠地とした。1309年に教皇クレメンス5世は聖ヨハネ騎士団がロドス島を所有することを認め、以降、ムスリムが手出しをして来るまでの2世紀ほどにわたり、ロドス島は聖ヨハネ騎士団の本拠地でありつづけた。
1444年にエジプトのマムルーク船団がロドス島を攻囲した時には、聖ヨハネ騎士団はブルゴーニュ公国の海軍司令官ジョフロワ・ド・トワジ（Geoffroy de Thoisy）の助けを借りて、これを撃退した。
1453年のコンスタンティノープルの陥落以後、オスマン帝国が急速に勢力を伸ばした。1480年にスルタンのメフメト2世は、メシク・パシャ（Mesic Pasha）に命じて、ロドスへの侵攻を開始した。島の騎士たちは陸海ともによく守り、撃破されたオスマン帝国軍は島から去った。この敗北とともに、オスマン帝国はイタリアへの侵攻も休止しており、結果としてロドス島はオスマン帝国の侵攻から西ヨーロッパを守る防波堤の役割を果たした。
1480年にオスマン帝国を斥けた後、騎士団長のファブリツィオ・デル・カッレート（Fabrizio Del Carreto）は都市防衛力の強化に乗り出し、以後数十年にわたり継続された。そして、彼が歿した1521年には、ロドスの城塞都市はいかなるキリスト教徒の要塞をもしのぐ堅牢さを誇るようになった。
ロドスの海軍はムスリム商人たちへの攻撃を継続していたが、このことは新たにオスマン帝国皇帝に即位したスレイマン1世による第二次ロドス攻囲（1522年）を招いた。数で圧倒的に劣る騎士団は、死力を尽くして都市の防衛にあたり、攻囲軍に対して重大な人的被害をもたらした。
しかし、ついに1522年12月に騎士団とスレイマン1世は協定を結び、騎士団が持てる限りの財産とともに島を去ることで合意した。これと引き換えに、残された都市住民には一切の報復が加えられないこと、および住民がキリスト教を信仰し続けても構わないことが確認された。1523年1月1日をもって騎士団は島を離れ、以降ロドス島はオスマン帝国の支配下に入った。

## 建築
城塞都市

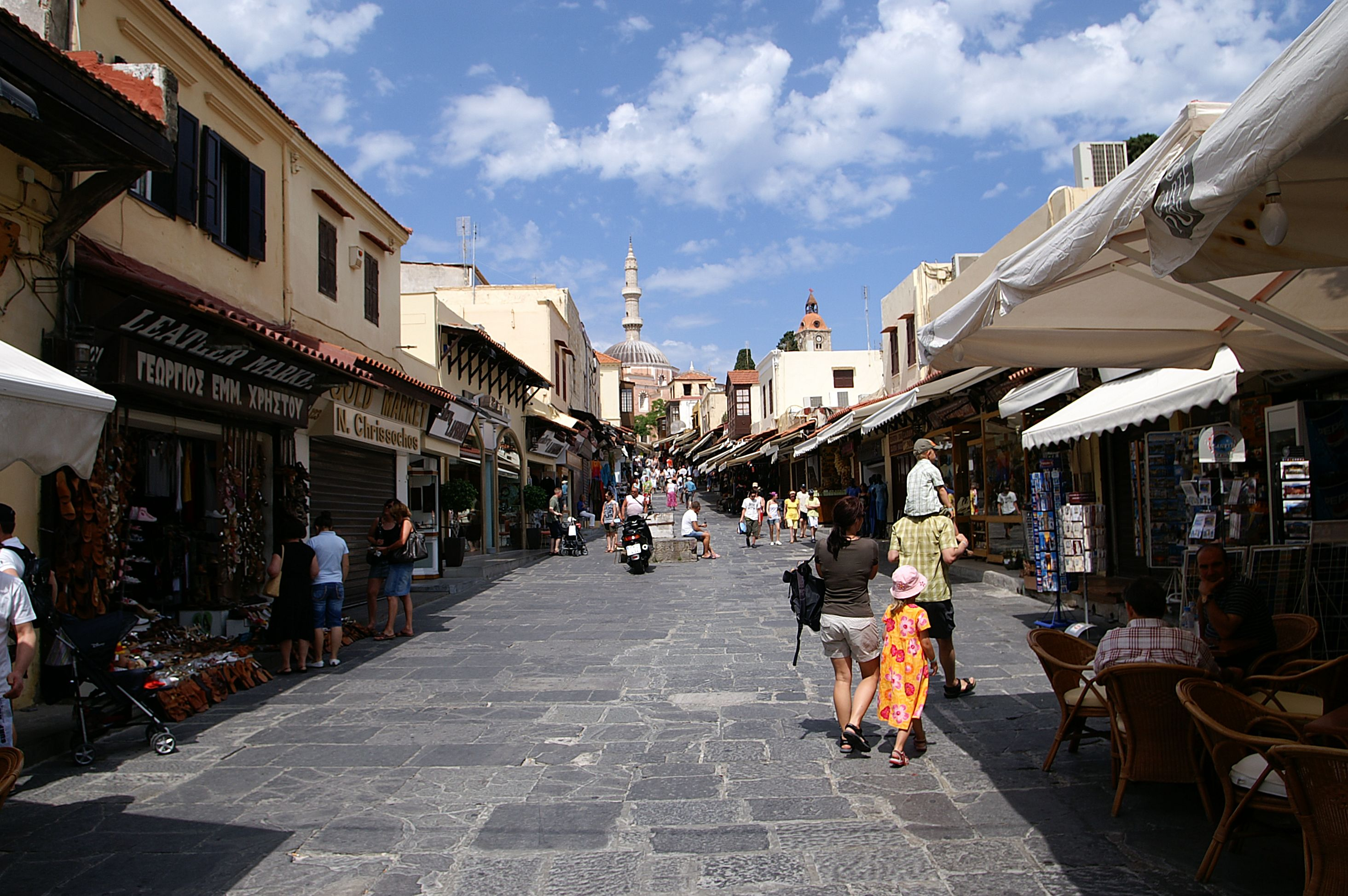
ロドスの下町

ビザンティン帝国時代に築かれた都市は、14世紀から15世紀にかけて聖ヨハネ騎士団によって拡張され、要塞化が行われた。この城塞都市が中世のロドスの市域を定めるものになった。かつての防衛設備は非常に行き届いたもので、11の門、多くの防壁を含み、水の張られていない大きな堀に守られた城壁の列も存在していた。オスマン帝国の支配下にあった16世紀以降も保持され、20世紀になって修復もされたこの城塞都市の建造物群は、ヨーロッパに現存する中世防衛施設群の中では最大級のものである。
この城塞都市は、現在のロドス市では旧市街にあたる。北側のカステロ地区はかつて騎士団が住んでいた街区で、南側のコラ地区は一般住民が居住していた街区である。
騎士団長の館

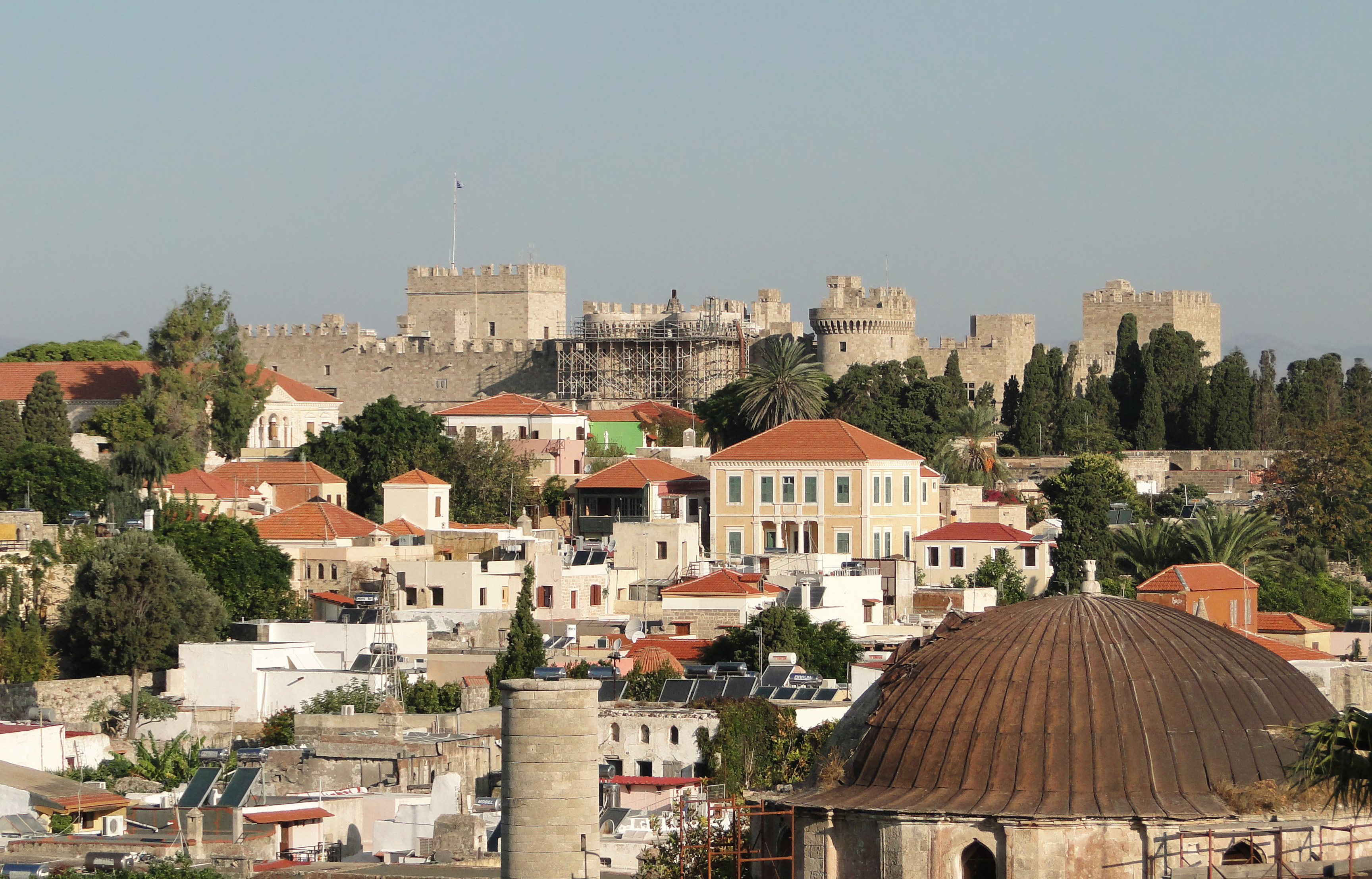
ロドスの町と騎士団長の館

もとはビザンティン帝国領下にあった7世紀に、都市の軍事拠点として丘の上に建造されたものである。建物はその後改修を受け、1309年以降は聖ヨハネ騎士団の団長の邸宅と、騎士団領の行政府を兼ねることになった。1522年にオスマン帝国が島を占拠した後は、監獄に転用された。しかし、1856年に火薬庫の爆発事故で崩壊してしまい、現存しているのは1937年にイタリア人によって再建されたものである。この再建は歴史的正当性を欠く改変が加えられてはいるものの、この館が今もなおロドス市の主要観光名所であることに変わりはない。 
この館の外側には、15世紀末に建造された美しい旧施療院を転用した考古学博物館が存在している。

## 登録基準
この世界遺産は世界遺産登録基準のうち、以下の条件を満たし、登録された（以下の基準は世界遺産センター公表の登録基準からの翻訳、引用である）。
- (2) ある期間を通じてまたはある文化圏において、建築、技術、記念碑的芸術、都市計画、景観デザインの発展に関し、人類の価値の重要な交流を示すもの。
- (4) 人類の歴史上重要な時代を例証する建築様式、建築物群、技術の集積または景観の優れた例。
- (5) ある文化（または複数の文化）を代表する伝統的集落、あるいは陸上ないし海上利用の際立った例。もしくは特に不可逆的な変化の中で存続が危ぶまれている人と環境の関わりあいの際立った例。